# ТЭС «Углевик»
Теплоэлектростанция «Углевик», или ТЭС «Углевик» (босн. Termoelektrana Ugljevik; серб. Термоелектрана Угљевик / Termoelektrana Ugljevik; хорв. Termoelektrana Ugljevik) — угольная тепловая электростанция в городе Углевик, Республика Сербская, Босния и Герцеговина. Входит в состав электрогенерирующей и угледобывающей компании Rudnik i termoelektrana Ugljevik (RiTE Ugljevik), дочерней компании Електропривреда Републике Српске.

## История
Углевик является угледобывающим регионом с 1899 года. Строительство электростанции на угле началось в 1976 году. Первый и единственный энергоблок был введён в эксплуатацию в 1985 году. Одновременно с вводом новой мощности была закрыта старый рудник в Углевике, образован новый рудник и компания RiTE Ugljevik, объединившая добычу угля и генерацию электрической энергии.
Проект ТЭС предусматривал строительство до четырёх энергоблоков мощностью 300 МВт каждый. Строительство второго блока началось в 1985 году, но было приостановлено во время Боснийской войны. Во время войны электростанция была законсервирована (с апреля 1992 по ноябрь 1995 года), оборудование было сохранено.
При вводе в эксплуатацию энергоблок не достиг проектной мощности, а эксплуатация была осложнена необходимостью несколько раз в год останавливать ТЭС для длительной очистки поверхностей нагрева.
В 2010 году электростанция была модернизирована, проведена реконструкция котельного оборудования по техническому решению российских компаний ОАО «Подольский машиностроительный завод» и ЗАО «КОТЭС», энергоблок вышел на проектную мощность.

## Описание
Энергоблок построен на базе советского оборудования, включает прямоточный котлоагрегат П-64-1 Т-образной компоновки, работающий в блоке с паровой турбиной К-300-240-1 и рассчитанный на сжигание лигнитов.
Уголь добывается открытым способом в непосредственной близости от ТЭС и поставляется на неё по специальному транспортёру.